# Олешна (округ Чадця)
Олешна́ (словац. Olešná) — село в окрузі Чадця Жилінського краю Словаччини. Станом на січень 2017 року в селі проживало 1967 людей.

## Географія
Протікає річка Олешнянка

## Населення
| Рік:            | 1994. | 2004.   | 2014.   | 2024.   |
| --------------- | ----- | ------- | ------- | ------- |
| Кількість осіб: | 2184  | 2047    | 1949    | 1890    |
| Різниця:        |       | -6,27 % | -4,78 % | -3,02 % |

| Рік:            | 2023. | 2024.   |
| --------------- | ----- | ------- |
| Кількість осіб: | 1900  | 1890    |
| Різниця:        |       | -0,52 % |